# Tony Curtis
Tony Curtis, właśc. Bernard Schwartz (ur. 3 czerwca 1925 w Nowym Jorku, zm. 29 września 2010 w Las Vegas) – amerykański aktor, którego kariera trwała sześć dekad, a szczyt popularności osiągnął w latach 50. i wczesnych 60. Zagrał w ponad 100 filmach, w rolach obejmujących szeroki zakres gatunków. W późniejszych latach Curtis wystąpił w wielu serialach telewizyjnych.
Nominowany do Oscara dla najlepszego aktora pierwszoplanowego za rolę więźnia Johna „Jokera” Jacksona w antyrasistowskim dramacie Stanleya Kramera Ucieczka w kajdanach (1958) z Sidneyem Poitierem. Ojciec aktorek – Kelly Curtis i Jamie Lee Curtis.
8 lutego 1960 otrzymał własną gwiazdę w Alei Gwiazd w Los Angeles znajdującą się przy 6817 Hollywood Boulevard.

## Życiorys
Urodził się na nowojorskim Manhattanie jako pierwszy z trzech synów Helen (z domu Klein) i Emanuela „Manuela” Schwartza, krawca. Jego rodzice byli żydowskimi emigrantami. Dorastał z młodszymi braćmi, Robertem i Juliusem, na Bronxie. Uczęszczał do Seward Park High School. W wieku 16 lat miał swoją pierwszą małą rolę aktorską w szkolnym przedstawieniu teatralnym. Podczas II wojny światowej zaciągnął się do United States Navy po ataku na Pearl Harbor. W 1947 studiował teatr w New York’s Dramatic Workshop i występował na scenie w spektaklach – Wieczór Trzech Króli i Złoty chłopiec, zanim w 1949 wyjechał do Hollywood, gdzie przyjął nazwisko Tony Curtis i podpisał siedmioletni kontrakt Universal Studios Entertainment.
Na ekranie debiutował w roli żigolaka, który tańczy rumbę z Yvonne De Carlo w dramacie kryminalnym W pułapce miłości (Criss Cross, 1949) u boku Burta Lancastera. Szybko zyskał popularność jako odtwórca ról przystojnych, nierzadko mających kłopoty z prawem, młodzieńców. Wkrótce Universal dał mu główną rolę jako Julna, który wyrasta na złodzieja w filmie przygodowym Rudolpha Maté Książę, który był złodziejem (The Prince Who Was a Thief, 1951). W biograficznym dramacie Houdini (1953) z Janet Leigh zagrał Harry’ego Houdiniego. Najlepszym okresem w jego karierze był koniec lat 50. Rola (obok Sidneya Poitiera) w antyrasistowskim dramacie Ucieczka w kajdanach (1958) przyniosła mu jedyną nominację do Oscara, w następnym roku zagrał w jednej z najgłośniejszych komedii w dziejach kina – Pół żartem, pół serio (1959) Billy’ego Wildera.
W latach 60. pojawił się m.in. w komediach Do widzenia, Charlie (1964), Wielki wyścig (1965) i Ci wspaniali młodzieńcy w swych szalejących gruchotach (1969). Na początku lat 70. zagrał w brytyjskim serialu Partnerzy (1971–1972), w którym partnerował Rogerowi Moore’owi. W późniejszych latach coraz rzadziej pojawiał się na ekranie, częściej występując w produkcjach telewizyjnych. Miał w dorobku ponad 100 ról filmowych i telewizyjnych.

## Życie prywatne
Ojciec sześciorga dzieci, m.in. aktorek Jamie Lee Curtis, Kelly Curtis oraz Allegra Curtis. Miał też syna Nicholasa, który 2 lipca 1994 roku zmarł po przedawkowaniu heroiny. 
Tony Curtis był sześciokrotnie żonaty:
- 1 voto: Janet Leigh (4 czerwca 1951 – czerwiec 1962) (rozwód) – dwoje dzieci, aktorki Jamie Lee Curtis i Kelly Curtis
- 2 voto: Christine Kaufmann (8 lutego 1963 – 1967) (rozwód) – dwoje dzieci: Alexandra Theodora Dido Curtis (ur. 19 czerwca 1964) i Allegra Curtis (ur. 12 czerwca 1966)
- 3 voto: Leslie Allen (od 20 kwietnia 1968 do 1982) (rozwód) – dwoje dzieci
- 4 voto: Andrea Savio (1984–1992) (rozwód)
- 5 voto: Lisa Deutsch (od 28 lutego 1993 do 1994) (rozwód)
- 6 voto: Jill Vandenberg Curtis (ur. 27 lutego 1971) (od 6 listopada 1998 do 2010)

Zmarł na zawał serca w swoim domu w Las Vegas.

## Filmografia
- Winchester ’73 (1950) jako Doan
- Houdini (1953) jako Harry Houdini
- Trapez (1956) jako Tino Orsini
- Słodki smak sukcesu (1957) jako Sidney Falco
- Wojenna miłość (1958) jako kpr. Britt Harris
- Wikingowie (1958) jako Eric
- Ucieczka w kajdanach (1958) jako John „Joker” Jackson
- Operacja „Halka” (1959) jako Nicholas Holden
- Wymarzony urlop (1959) jako Paul Hodges
- Pół żartem, pół serio (1959) jako Joe
- Spartakus (1960) jako Antoniusz
- Taras Bulba (1962) jako Andrei Bulba
- Kapitan Newman (1963) jako kpr. Jackson Leibowitz
- Kiedy Paryż wrze (1964) jako Maurice / Philippe, drugi policjant
- Do widzenia, Charlie (1964) jako George Wellington Tracy
- Wielki wyścig (1965) jako Leslie Gallant
- Boeing, Boeing  (1965) jako Bernard Lawrence
- Nie z moją żoną! (1966) jako Tom Ferris
- Nie daj się usidlić (1967) jako Carlo Cofield
- Dusiciel z Bostonu (1968) jako Albert DeSalvo
- Ci wspaniali młodzieńcy w swych szalejących gruchotach (1969) jako Chester Schofield
- Najemnicy (1970) jako Adam Dyer
- A gdyby wszczęli wojnę i nikt się nie stawił? (1970) jako Shannon Gambroni
- Partnerzy (1971–1972; serial TV) jako Danny Wilde
- Hrabia Monte Christo (1975) jako Fernand Mondego
- Ostatni z wielkich (1976) jako Rodriquez
- Manitou (1978) jako Harry Erskine
- Pęknięte lustro (1980) jako Martin N. Fenn
- Słodki zakład (1980) jako Blackie
- Z przymrużeniem oka (1985) jako senator
- Tarzan na Manhattanie (1989) jako Archimedes Porter
- Święta w Connecticut (1992) jako Alexander Yardley
- Nagi w Nowym Jorku (1993) jako Carl Fisher
- Mumia żyje (1993) jako Aziru / dr Mohassid
- Nieśmiertelni (1995) jako Dominic
- Człowiek – Gad (1997) jako Jack Steele
- Łowcy nagród II (1997) jako Wald